# Zákon o rozpočtových pravidlech
Zákon o rozpočtových pravidlech neboli Rozpočtová pravidla jsou zkrácené názvy zákona č. 218/2000 Sb., o rozpočtových pravidlech a o změně některých souvisejících zákonů (rozpočtová pravidla), který řeší problematiku státního rozpočtu České republiky. 
Zákon o rozpočtových pravidlech upravuje tvorbu, funkce a obsah střednědobého výhledu státního rozpočtu; příjmy a výdaje státního rozpočtu; státní finanční aktiva a pasiva; finanční hospodaření organizačních složek státu; finanční kontrolu; podmínky zřizování státních fondů; způsob řízení státní pokladny a řízení státního dluhu; hospodaření s prostředky soustředěnými v Národním fondu.
Státem stanovená činnost státních orgánů zahrnující sestavování návrhu rozpočtu, projednávání a schvalování rozpočtu, realizaci během rozpočtového období a kontrolu plnění rozpočtu.

## Sestavování státního rozpočtu
Návrh státního rozpočtu obsahující předpokládané příjmy a výdaje sestavuje v České republice ministerstvo financí v součinnosti se správci kapitol, územními samosprávnými celky a státními fondy. Při sestavování se vychází z výsledků hospodaření státu v uplynulém rozpočtovém období, ze záměrů a cílů hospodářské politiky státu, z předpokládaného ekonomického vývoje národního hospodářství apod. Návrh zákona o státním rozpočtu předkládá ministerstvo financí ke schválení vládě.

## Projednávání a schvalování rozpočtu
Návrh rozpočtu se po posouzení ve vládě předkládá k projednání a schválení Poslanecké sněmovně; vláda předloží návrh zákona předsedovi Poslanecké sněmovny nejpozději tři měsíce před začátkem rozpočtového roku; ten přikáže tento návrh zákona k projednání rozpočtovému výboru.
V prvním čtení zákona se projednávají základní údaje návrhu státního rozpočtu a to výše příjmů a výdajů, saldo, způsob vypořádání salda, celkový vztah k rozpočtům vyšších územních samosprávných celků a obcí a rozsah zmocnění výkonných orgánů; Poslanecká sněmovna buď tyto základní údaje schválí nebo doporučí vládě jejich změny a stanoví termín pro předložení nového návrhu Ve druhém čtení návrhu zákona a usnesení rozpočtového výboru se koná rozprava a předkládají se pozměňovací návrhy. Ve třetím čtení návrhu zákona o státním rozpočtu se koná rozprava, ve které je možné navrhnout pouze opravu legislativně technických chyb, pravopisných chyb apod. Na závěr Poslanecká sněmovna hlasuje o pozměňovacích návrzích a poté se usnáší na návrhu. Po schválení se rozpočet stává rozpočtovým zákonem (Senát o rozpočtu nehlasuje).
Pokud se nepodaří rozpočet schválit do začátku rozpočtového roku, hospodaří se podle rozpočtového provizoria, které představuje skutečnost stejného časového období minulého rozpočtového roku.

## Realizace státního rozpočtu
Plnění rozpočtu je většinou v pravomoci vlády a jejích orgánů. Jeho podstata spočívá v zabezpečování včasného a správného odvodu všech rozpočtových příjmů a v plynulém a hospodárném čerpání rozpočtových výdajů. V Česku odpovídá vláda za plnění státního rozpočtu Poslanecké sněmovně, které předkládá po skončení pololetí zprávu, ve které hodnotí vývoj ekonomiky a plnění státního rozpočtu.

## Kontrola plnění rozpočtu
Hodnotí se výsledky rozpočtového hospodaření a sestavují se závěrečné účty po skončení rozpočtového období. U ústředního rozpočtu sestavuje návrh státního závěrečného účtu ministerstvo financí ve stejné skladbě jako byl návrh rozpočtu. Návrh státního závěrečného účtu podává vláda Poslanecké sněmovně nejpozději do 30. dubna následujícího roku.